# Moho (rijeka)
Moho je rijeka u Gvatemali i Belizeu. Plovna je između mjesta Santa Teresa i ušća tijekom cijele godine.

## Vanjske poveznice
|  | Zajednički poslužitelj ima još gradiva o temi Moho (rijeka) |